# Kasaličky
Kasaličky je malá vesnice, část obce Kasalice v okrese Pardubice. Nachází se asi 1 km na západ od Kasalic. V roce 2009 zde bylo evidováno 33 adres. V roce 2001 zde trvale žilo 41 obyvatel.
Kasaličky je také název katastrálního území o rozloze 2,49 km2.

## Historie
První písemná zmínka o obci pochází z roku 1372.
U vsi proběhl v noci z 28. na 29. prosince 1941 výsadek radisty rotného Jana Zemka a četaře Vladimíra Škachy z bombardéru Handley Page Halifax Mk.II NF-V (ser. L9613) 138. výsadkové peruti RAF. Jejich úkolem bylo v rámci operace Silver B předat radiostanici s krycím názvem Božena určenou pro odbojovou skupinu ÚVOD. K výsadku u Kasaliček došlo vinou navigátorské chyby, plánovaným místem totiž bylo okolí asi 50 km vzdáleného Ždírce nad Doubravou. Událost ovšem nepřipomíná žádný pomník.

## Pamětihodnosti
- zaniklá tvrz